# Марія Магдалина Австрійська
Марія Магдалина Австрійська (нім. Maria Magdalena von Österreich, італ. Maria Maddalena d'Austria; 7 жовтня 1589 — 1 листопада 1631) — велика герцогиня Тоскани після шлюбу з Козімо II у 1609 році до його смерті в 1621 році. Мала восьмеро дітей, у тому числі герцогиню Пармську, великого герцога Тосканського та ерцгерцогиню Австрії.
Марія Магдалина народилась в Граці, була молодшою донькою Карла II, ерцгерцога Внутрішньої Австрії, та його дружини Марії Анни Баварської. Під час неповноліття її сина, великого князя Фердинандо, вона та її свекруха, Крістіна Лотаринзька, виконували функції регентів з 1621 по 1628 рік. Померла 1 листопада 1631 року в Пассау.

## Велика герцогиня-консорт Тоскани
У 1608 році 19-річна Марія Магдалина вийшла заміж за Козімо Медічі, великого принца Тоскани. Батько Козімо, великий герцог Тоскани Фердінандо I, організував шлюб, щоб заспокоїти ворожнечу Іспанії (де сестра Марії Магдалини, Маргарита Австрійська була чинною королевою) до Тоскани, яка розгорілася через низку франко-тосканських шлюбів. Відтоді вона була відома як Марія Маддалина, італійська форма її імені.

## Регентство
Вони з Козімо жили в щасливому шлюбі. Лише за вісім років вони разом народили восьмеро дітей. Козімо II помер у 1621 році, залишивши великого князя свого десятирічного сина Фердинандо. Марія Магдалена та її свекруха Крістіна Лотарингська виконували обов'язки регентів до повноліття хлопчика. Їхнє колективне регентство відоме як Туртічі. Темперамент Марії Магдалини був аналогічний темпераменту Крістіни. Разом вони приєднали Тоскану до папства; повторно подвоїло тосканське духовенство; і дозволив провести суд над Галілео Галілеєм. Після смерті останнього герцога Урбіно Франческо Марія II делла Ровере замість того, щоб претендувати на герцогство для Фердинандо, який був одружений на онуці герцога і спадкоємиці, Вітторії делла Ровере, вони дозволили приєднати його до володінь папи Урбана VIII. У 1626 році вони заборонили будь-якому тосканському підданому здобувати освіту за межами Великого Герцогства, закон, який пізніше був відроджений онуком Марії Магдалини, Козімо III.
Гарольд Актон приписує занепад Тоскани їхньому регентству.
У 1627 році вдовуючі великі герцогині відправили Фердинандо в подорож Європою.
Велика княгиня померла у віці 42 років після візиту до свого брата Леопольда в Інсбруку на зворотному шляху до Пассау, Німеччина. Її син був при владі рік.